# Campionato italiano di hockey su ghiaccio 1994-1995
Il campionato italiano di hockey su ghiaccio 1994-95 è stata la 61ª edizione della manifestazione.

## Serie A

### Formula
Al termine della prima fase le prime otto classificate accedono ai play-off scudetto, mentre le ultime due disputano uno spareggio, al meglio delle tre gare, per non retrocedere.

### Formazioni
La serie A1 torna a dieci squadre, a seguito della defezione del Fiemme. Dalla B1 non vi è invece il ritorno del Cortina, vincitore della serie cadetta. Il Milan cambia ancora denominazione e torna a chiamarsi Devils Milano.
Le 10 compagini iscritte al torneo di A1: Bolzano, Varese, Courmaosta, Milano Saima, Gardena, Devils Milano, Alleghe, Brunico, Fassa ed Asiago.

### Playoff
|  | Quarti di finale | Quarti di finale | Quarti di finale | Quarti di finale | Quarti di finale |    |         | Semifinali | Semifinali | Semifinali | Semifinali | Semifinali | Semifinali | Semifinali |  |  | Finale | Finale  | Finale | Finale | Finale | Finale | Finale |
|  |                  |                  |                  |                  |                  |    |         |            |            |            |            |            |            |            |  |  |        |         |        |        |        |        |        |
|  | 1                | Bolzano          | 8                | 4                |                  |    |         |            |            |            |            |            |            |            |  |  |        |         |        |        |        |        |        |
|  | 8                | Bruneck-Brunico  | 1                | 2                |                  |    |         |            |            |            |            |            |            |            |  |  |        |         |        |        |        |        |        |
|  | 8                | Bruneck-Brunico  | 1                | 2                |                  |    | Bolzano | 7†         | 5          | 5          | 10         |            |            |            |  |  |        |         |        |        |        |        |        |
|  |                  |                  |                  |                  |                  |    | Bolzano | 7†         | 5          | 5          | 10         |            |            |            |  |  |        |         |        |        |        |        |        |
|  |                  |                  | Milano Saima     | 6                | 4                | 6† | 4       |            |            |            |            |            |            |            |  |  |        |         |        |        |        |        |        |
|  | 4                | Milano Saima     | Milano Saima     | 6                | 4                | 6† | 4       | 5          | 3          | 5          |            |            |            |            |  |  |        |         |        |        |        |        |        |
|  | 4                | Milano Saima     |                  |                  |                  |    |         | 5          | 3          | 5          |            |            |            |            |  |  |        |         |        |        |        |        |        |
|  | 5                | Devils Milano    | 6                | 2                | 3                |    |         |            |            |            |            |            |            |            |  |  |        |         |        |        |        |        |        |
|  |                  |                  |                  |                  |                  |    |         |            |            |            |            |            |            |            |  |  |        | Bolzano | 5      | 3      | 2      | 10     | 5      |
|  |                  |                  |                  | Varese           | 2                | 7  | 5       | 2          | 3          |            |            |            |            |            |  |  |        |         |        |        |        |        |        |
|  | 2                | Varese           | 6                | 4                |                  |    |         |            |            |            |            |            |            |            |  |  |        |         |        |        |        |        |        |
|  | 7                | Alleghe          | 1                | 2                |                  |    |         |            |            |            |            |            |            |            |  |  |        |         |        |        |        |        |        |
|  | 7                | Alleghe          | 1                | 2                |                  |    | Varese  | 4†         | 5          | 3†         |            |            |            |            |  |  |        |         |        |        |        |        |        |
|  |                  |                  |                  |                  |                  |    | Varese  | 4†         | 5          | 3†         |            |            |            |            |  |  |        |         |        |        |        |        |        |
|  |                  |                  | CourmAosta       | 3                | 1                | 2  |         |            |            |            |            |            |            |            |  |  |        |         |        |        |        |        |        |
|  | 3                | CourmAosta       | CourmAosta       | 3                | 1                | 2  | 6       | 1          | 12         |            |            |            |            |            |  |  |        |         |        |        |        |        |        |
|  | 3                | CourmAosta       |                  |                  |                  |    | 6       | 1          | 12         |            |            |            |            |            |  |  |        |         |        |        |        |        |        |
|  | 6                | Gardena          | 3                | 2                | 5                |    |         |            |            |            |            |            |            |            |  |  |        |         |        |        |        |        |        |

†: partita terminata ai tempi supplementari; ‡: partita terminata ai tiri di rigore

#### Quarti di finale
Gara 1
Bolzano - Brunico 8-1 (3-0,2-1,3-0)
Varese - Alleghe 6-1 (1-0,3-0,2-1)
CourmAosta - Gardena 6-3 (4-1,1-2,1-0)
Milano Saima - Devils Milano 5-6 (1-1,3-1,1-4)
Gara 2
Brunico - Bolzano 2-4 (1-2,0-2,1-0)
Alleghe - Varese 2-4 (0-0,1-0,1-4)
Gardena - CourmAosta 2-1 (1-0,1-0,0-1)
Devils Milano - Milano Saima 2-3 (1-0,1-2,0-1)
Gara 3
CourmAosta - Gardena 12-5 (3-3,4-1,5-1)
Milano Saima - Devils Milano 5-3 (3-1,1-1,1-1)

#### Semifinali
Gara 1
Bolzano - Milano Saima 7-6 OT (2-4,2-1,2-1,1-0)
Varese - CourmAosta 4-3 OT (1-0,1-3,1-0,1-0)
Gara 2
Milano Saima - Bolzano 4-5 (1-1,0-3,3-1)
CourmAosta - Varese 1-5 (1-1,0-1,0-3)
Gara 3
Milano Saima - Bolzano 6-5 OT (3-1,0-4,2-0,1-0)
CourmAosta - Varese 2-3 OT (1-2,1-0,0-0,0-1)
Gara 4
Bolzano - Milano Saima 10-4 (2-0,3-2,5-2)

#### Finali
Le finali iniziano con la vittoria, in gara-1, del Bolzano per 5-2; i gol bolzanini sono messi a segno da Bruno Zarrillo, che realizza una doppietta, David Pasin, Igor Maslennikov e Sergei Vostrikov, mentre le reti bosine sono di Alexander Thaler e Maurizio Mansi.
In gara-2, giocata a Varese, i gialloneri vincono per 7-3. Le reti dei padroni di casa sono segnate da Stefano Figliuzzi, Ivano Zanatta, che realizza una tripletta, Chad Biafore, doppietta per lui e Vezio Sacratini. Per Bolzano le reti sono di Mario Doyon (doppietta) e Reinhard Wieser. La gara è agguerrita; vengono assegnate dagli arbitri due penalità partita a Giancarlo Merzario per Varese e a Ruggero Rossi De Mio per il Bolzano, e numerose altre penalità.
In gara-3, Bolzano realizza in power play la rete del momentaneo vantaggio con Sergei Votrikov, ma Stefano Figliuzzi riporta la gara in parità; anche per lui il gol è realizzato in superiorità numerica. Varese prova a far sua la gara, portandosi di nuovo in vantaggio con Maurizio Mansi, ma Bruno Zarrillo pareggia i conti. Angelo Catenaro prova a far volare i Mastini e alla sua rete seguono quelle di Maurizio Mansi e Mario Nobili, senza che gli altoatesini riescano più a reagire. Con questa vittoria a Bolzano, Varese è ad un passo dallo scudetto.
In gara-4 però, i biancorossi non sono ancora domi e s'impongono con uno schiacciante 10-2 che porta la serie in parità sul 2-2. Le reti bolzanine sono messe a segno da Sergei Vostrikov (2), Igor Maslennikov, Bruno Zarrillo (2), David Pasin, Martin Pavlu, Roland Ramoser, Mario Doyon e Christian Timpone. Per il Varese segnano Ivano Zanatta e Vezio Sacratini.
Al Palaonda, in gara-5, Varese vuole dimenticare l'incolore prestazione di qualche giorno prima e passa in vantaggio con Ivano Zanatta; i biancorossi, dal canto loro, non vogliono lasciarsi sfuggire la possibilità di conquistare il tricolore in casa propria e pareggiano con Sergei Vostrikov. Altro vantaggio giallonero con John Massara e altro pareggio di Sergei Vostrikov. Maurizio Mansi, in power play, riporta Varese sul 3-2. Questa volta a riportare la situazione in parità è Bruno Zarrillo; il nuovo vantaggio, questa volta è del Bolzano che con il cecchino Sergei Vostrikov si porta sul 4-3. Igor Maslennikov mette il sigillo ad un'avvincente gara, segnando la rete del 5-3.
Bolzano torna a vincere il tricolore dopo 5 anni e spezza il dominio delle squadre milanesi.
Gara 1
Bolzano - Varese 5-2 (2-2,0-0,3-0)
Gara 2
Varese - Bolzano 7-3 (2-0,1-2,4-1)
Gara 3
Varese - Bolzano 5-2 (1-1,2-1,2-0)
Gara 4
Bolzano - Varese 10-2 (3-1,3-1,4-0)
Gara 5
Bolzano - Varese 5-3 (1-2,2-1,2-0)
 L'Hockey Club Bolzano vince il suo dodicesimo scudetto.

Formazione Campione d'Italia: Igor Alberti - Christian Alderucci - Alex Badiani - Manuel Bergamo - Mario Doyon - Daniele Giacomin - Ingemar Gruber - Kim Issel - Paolo Lasca - Enrico Laurati - Igor Maslennikov - Roberto Oberrauch - Dave Pasin - Martin Pavlu - Roland Ramoser - Michael Anthony Rosati - Ruggero Rossi De Mio - Michael Spalla - Roberto Stefani - Christian Timpone - Sergei Vostrikov - Reinhard Wieser - Bruno Zarrillo - Harald Zingerle.

Allenatore: John Robert Manno.

### Spareggio Retrocessione
Negli spareggi retrocessione, in gara-1, Fassa ha la meglio sull'Asiago per 9-4, ma i vicentini all'Hodegart, in gara-2, riportano la serie in parità vincendo 5-4. Il Fassa raggiunge la salvezza in gara-3 regolando gli avversari per 9-5.
|  | Spareggio retrocessione |               |   |   |   |  |
|  |                         |               |   |   |   |  |
|  | Fassa Falcons           | Fassa Falcons | 9 | 4 | 9 |  |
|  | Asiago                  | Asiago        | 4 | 5 | 5 |  |

Retrocede l'Asiago Hockey AS.

### Classifica finale
| Pos. | Squadra         |
| ---- | --------------- |
| 1    | Bolzano         |
| 2    | Varese          |
| 3    | CourmAosta      |
| 4    | Milano Saima    |
| 5    | Devils Milano   |
| 6    | Gherdëina       |
| 7    | Alleghe         |
| 8    | Bruneck-Brunico |
| 9    | Fassa Falcons   |
| 10   | Asiago          |

### Classifica marcatori
Gli altoatesini monopolizzano i primi quattro posti della classifica dei marcatori; il top scorer è Dave Pasin con 108 punti (43 gol e 65 assist), seguono Bruno Zarrillo (107 p.ti, 42 + 65), Sergei Vostrikov (89 p.ti, 49 + 40), Roland Ramoser (89 p.ti, 41 + 48). Al quinto posto Maurizio Mansi (Varese, 84 p.ti, 40 + 44).